# Lambertsche Farbenpyramide

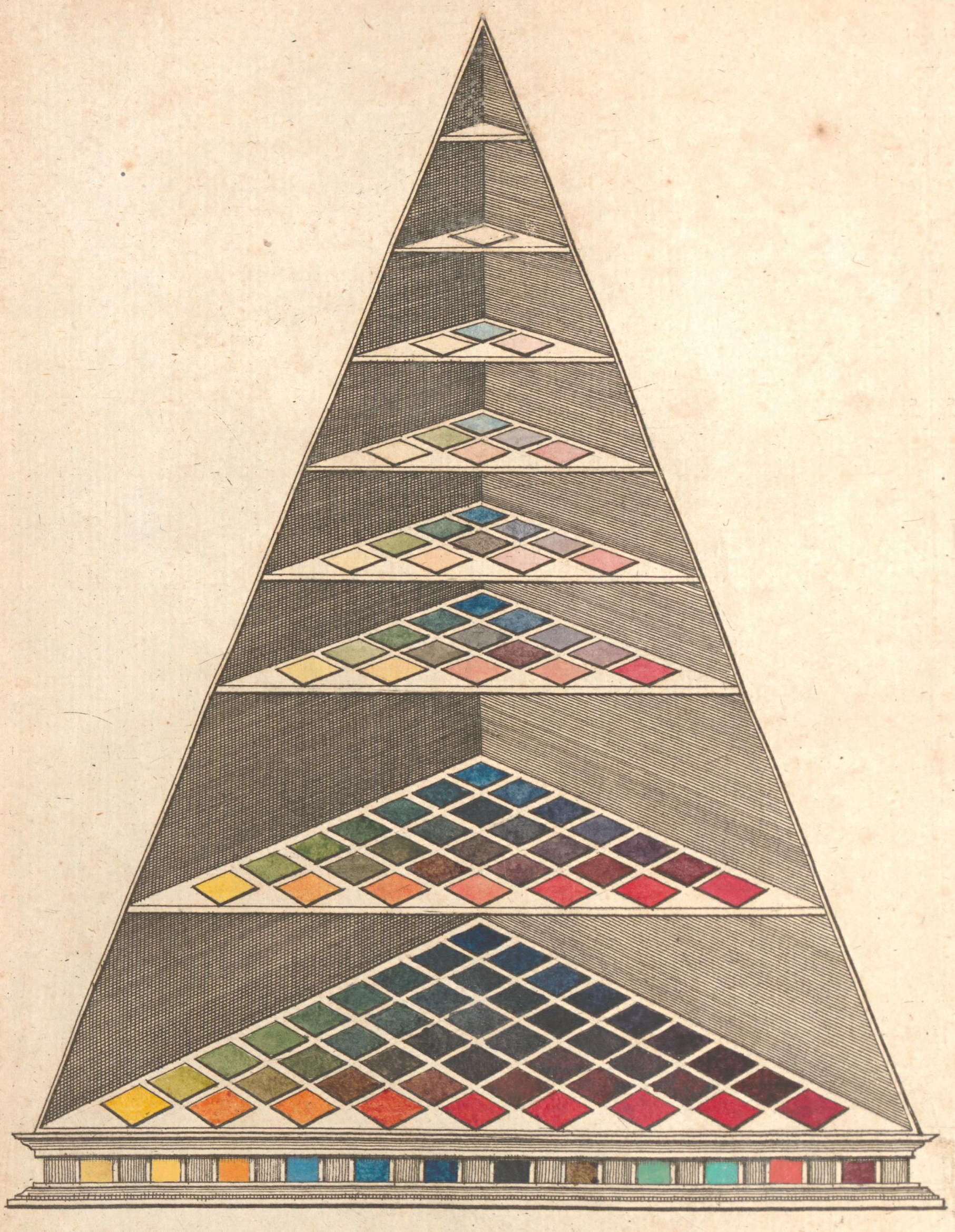
Lamberts Farbenpyramide von 1772

Die Lambertsche Farbenpyramide war das erste dreidimensionale Farbmodell. Es wurde von dem Mathematiker, Physiker, Astronomen und Philosophen Johann Heinrich Lambert im Jahr 1772 entwickelt, und sollte Händlern und ihren Kunden den Umgang mit Farben erleichtern.